# Cralopa kaputarensis
Cralopa kaputarensis é uma espécie de gastrópode da família Charopidae.
É endémica da Austrália.